# Montreal-protokollen
Montreal-protokollen eller The Montreal Protocol on Substances That Deplete the Ozone Layer er en international aftale udformet med henblik på at beskytte ozonlaget omkring Jorden ved at udfase produktionen af en række substanser (CFC-gasser), der vurderes som ansvarlige for den konstaterede nedbrydning af ozon-laget. Aftalen lå klar til underskrift fra den 16. september 1987 og trådte i kraft den 1. januar 1989. Siden da, har aftalen været genstand for fem revideringer, først i 1990 (London), dernæst i 1992 (København), 1995 (Wien), 1997 (Montreal), og i 1999 (Beijing). Som følge af den udbredte opslutning bag aftalen og de mange landes implementering af aftalens tekst, anses den for et af de ypperste eksempler på internationalt miljøsamarbejde, og Kofi Annan har betegnet den som "...den måske mest succesrige internationale aftale til dato...".